# 卡尔·霍曼
卡尔·霍曼（德語：Karl Hohmann，1908年6月18日—），德国男子足球运动员，场上位置是中场。他曾代表德国参加1934年国际足联世界杯和1936年夏季奥林匹克运动会。